# Śmietarniak
Śmietarniak (763 m) – wzniesienie w Paśmie Policy, które w regionalizacji fizycznogeograficznej Polski według Jerzego Kondrackiego Pasmo Policy należy do Beskidu Żywieckiego, w nowszej regionalizacji z 2018 roku do Beskidu Żywiecko-Orawskiego. Znajduje się w bocznym grzbiecie pasma, w przedłużeniu grzbietu Suchego Gronia, w widłach potoku Skawica Sołtysia i jego dopływu – potoku Roztoki. W całości należy do miejscowości Skawica w województwie małopolskim, w powiecie suskim, w gminie Zawoja.
Dawniej szczyt nosił nazwę Śmietaniak (w wykazie z 1844 roku), obecna jego nazwa uległa więc niewielkiej modyfikacji.
Śmietarniak jest porośnięty lasem, ale w północnej części wycięto go w znacznym stopniu pod polany i pola uprawne należące do przysiółka Oblica. Na mapie Geoportalu zaznaczona jest istniejąca jeszcze Polana na Biedzie i zarośnięte już lasem polany: Węglarnia i Polana Słoneczna. Dawne pola orne użytkowane są już tylko jako pastwiska i łąki, niektóre stopniowo zarastają lasem. O tym, że prowadzono tu gospodarkę rolną, świadczą miedze i duże stosy kamieni zebranych z pól. Na południowych podnóżach Śmietarniaka, na tzw. Polanach Skawickich znajdują się zabudowane tereny przysiółka Skawica Sucha Góra.
Na Śmietarniaku znajduje się najdłuższa w Beskidzie Żywieckim jaskinia Oblica (łączna długość korytarzy 436 m). Jej wlot znajduje się na północnych zboczach, około 20 m od drogi prowadzącej obrzeżem lasu i pól.